# Gonópodo

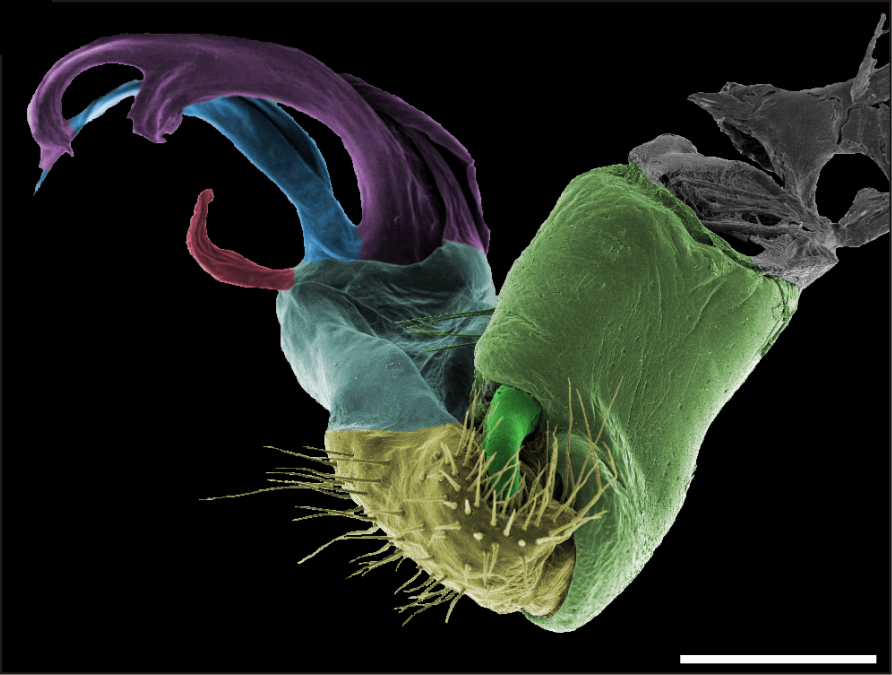
Uno de los dos gonópodos de Oxidus gracilis. Imagen MEB en falso color (barra de escala: 0,2 mm.

Los gonópodos son apéndices especializados de varios artrópodos utilizados en la reproducción o la puesta de huevos. Facilitan a los machos la transferencia de esperma a las hembras durante el apareamiento. En los crustáceos y diplópodos son patas modificadas. Algunos están muy decorados con estructuras elaboradas que pueden desempeñar funciones en la competencia espermática, y pueden usarse para diferenciar e identificar especies estrechamente relacionadas. Generalmente se encuentran en uno o más pares, en contraposición a los órganos reproductores únicos (no pareados) como el edeago de los insectos o el pene de los opiliones.

## Insectos

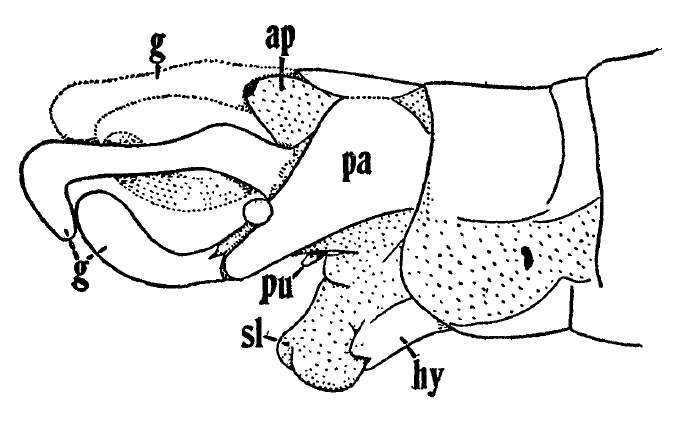
Gonópodos pares (g) en los genitales del macho de Corydalus cornutus.

En los insectos, los gonópodos son apéndices del segmento genital que pueden usarse en la inseminación, o que forma parte del sistema para la deposición de huevos.

## Crustáceos
En los crustáceos decápodos macho, los gonópodos son apéndices natatorios modificados (pleópodos). Los dos pares anteriores de pleópodos de los machos se modifican para la transferencia de esperma, con distintos grados de diversificación morfológica.

## Diplópodos

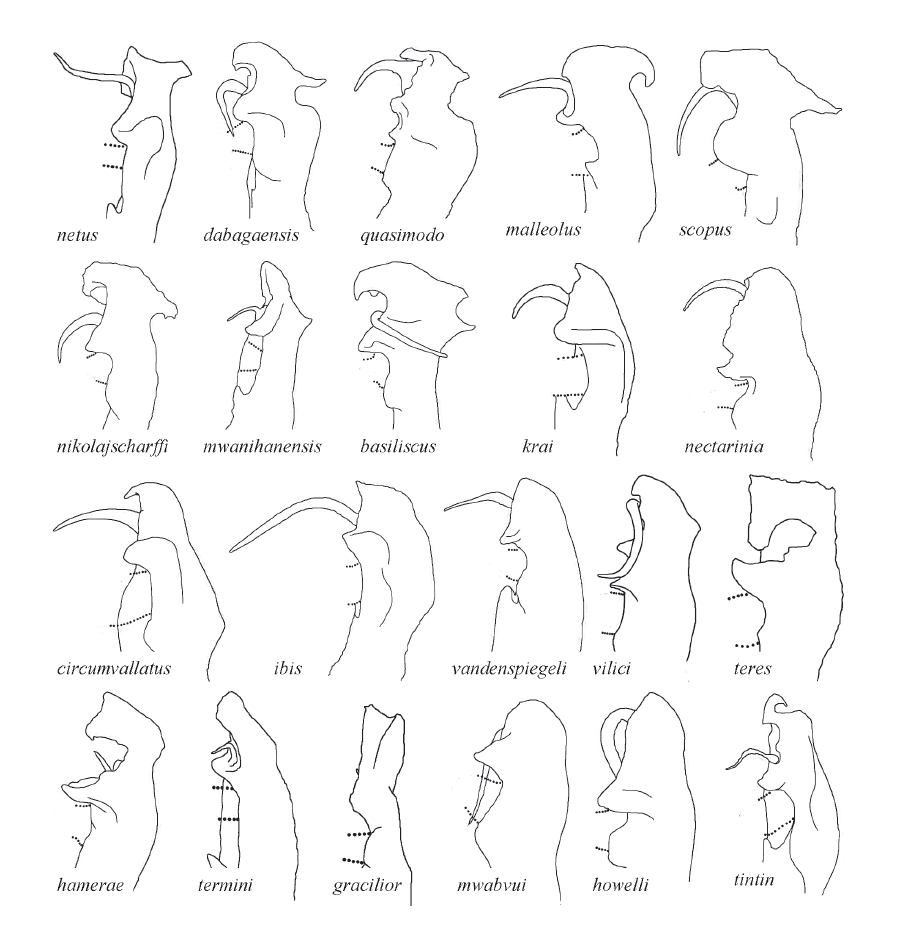
Variedad de gonópodos en 20 especies de Chaleponcus (Spirostreptida, Odontopygidae) de Tanzania.

En los diplópodos (milpiés), los gonópodos consisten en uno o dos pares de patas marchadoras a menudo altamente modificadas en los machos adultos, y se encuentran principalmente en los miembros de la infraclase Helminthomorpha (que contiene la mayoría de los órdenes y las especies más comunes) en los cuales se localizan en el par de patas 8 o 9 (o ambos) del séptimo segmento corporal. Los machos de la subclase Pentazonia (que incluye a Oniscomorpha y Glomeridesmida) carecen de gonópodos pero poseen unos apéndices desarrollados conocidos como telópodos en la parte posterior del cuerpo y que utilizan para sujetar firmemente a las hembras durante la cópula. La compleja estructura de los gonópodos es uno de los principales métodos para distinguir de forma clara las especies de milpiés más estrechamente relacionadas, aunque la terminología utilizada para describir las mismas estructuras puede variar entre los autores. Su compleja morfología puede estar determinada por la competencia espermática u otras formas de selección sexual, con algunas estructuras que sirven para extraer o desplazar los espermatozoides de otros machos y otras que actúan para estimular a las hembras a ser sexualmente receptivas.
Los gonópodos de los milpiés no producen el esperma directamente, sino que lo recogen del producido a partir de un gonoporo situado en la base del tercer segmento corporal.
Se desarrollan gradualmente durante el crecimiento de un individuo. En las primeras etapas del desarrollo, todas las patas son marchadoras y no se pueden utilizar para determinar el sexo. A través de sucesivas mudas, las patas marchadoras se metamorfosean en gonópodos maduros.

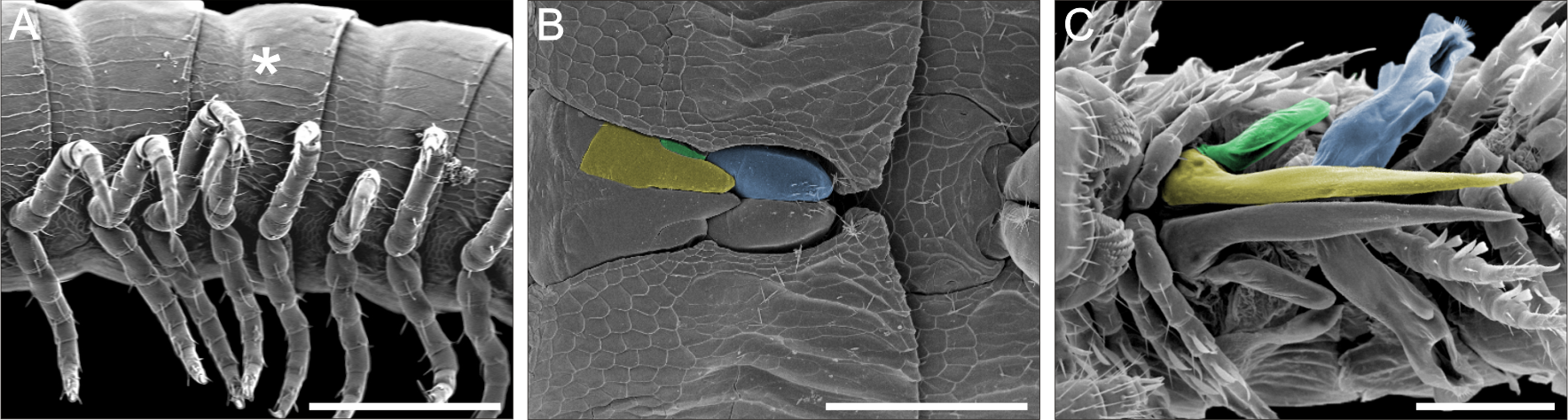
Desarrollo de los gonópodos en Nopoiulus kochii (Julida, Blaniulidae). A: juvenil con patas en el segmento 7 (asterisco). B: siguiente etapa, donde las patas marchadoras sor sustituidas por gonópodos primarios. C: estadio adulto con gonópodos (coloreados) en lugar de patass.

| Orden           | Pares de gonópodos o telópodos | Par(es) de patas modificadas | Notas PP = Par de patas | Imagen |
| --------------- | ------------------------------ | ---------------------------- | --- | ------ |
| Callipodida     | 1                              | 8.º                          | PP9 es reducido |        |
| Chordeumatida   | 2                              | 8.º y 9.º                    | Gonópodos y otros apéndices complementarias de acoplamiento varían dentro de los cuatro subórdenes: En Chordeumatidea PP9 transferencia de esperma, PP10 se reduce y PP11 poseen glándulas coxales; en Heterochordeumatidea PP9 transferir esperma, PP10 reducido y PP10 y LP11 con glándula coxal; en Craspedosomatidea y Striariidea, PP8 transferencia de esperma, PP9 modificado, PP10 y PP11 con glándulas coxales |        |
| Glomerida       | 2 (telópodos)                  |                              | No está relacionado con la transferencia de esperma, solo utilizado para sujetas a las hembras |        |
| Glomeridesmida  | 1 (telópodos)                  |                              | |        |
| Julida          | 2                              | 8.º y 9.º                    | PP9 transferencia de esperma |        |
| Platydesmida    | 2                              | 9.º y 10.º                   | Similar a las patas; PP9 transferencia de esperma |        |
| Polydesmida     | 1                              | 8.º                          | |        |
| Polyxenida      | 0                              |                              | Fertilización indirecta |        |
| Polyzoniida     | 2                              | 9.º y 10.º                   | Similar a las patas; PP9 transferencia de esperma |        |
| Siphoniulida    | 1                              | 8.º                          | |        |
| Siphonocryptida | 2                              | 9.º y 10.º                   | Similar a las patas; PP9 transferencia de esperma |        |
| Siphonophorida  | 2                              | 9.º y 10.º                   | Similar a las patas; PP9 transferencia de esperma |        |
| Sphaerotheriida | 2 (telópodos)                  |                              | |        |
| Spirobolida     | 2                              | 8.º y 9.º                    | PP9 transferencia de esperma, PP8 fusionados en una estructura simple |        |
| Spirostreptida  | 2                              | 8.º y 9.º                    | PP8 transferencia de esperma |        |
| Stemmiulida     | 1                              | 8.º                          | PP8 transferencia de esperma; PP9 reducido |        |